# Norman Wexler
Norman Wexler (6 de agosto de 1926   - 23 de agosto de 1999) foi um roteirista americano cujo trabalho incluiu filmes como Saturday Night Fever, Serpico e Joe . Natural de New Bedford e formado em 1944 na High School Central de Detroit, Wexler frequentou a Universidade de Harvard antes de se mudar para Nova York em 1951.

## Carreira
Wexler escreveu os roteiros para vários filmes de sucesso, principalmente Joe, Serpico, Mandingo e Saturday Night Fever . Ele recebeu indicações ao Oscar por Joe e Serpico.
Segundo Bob Zmuda, Saturday Night Fever fez de Wexler um homem rico. Ele era um médico de roteiro muito procurado, reformulando os roteiros de Lipstick e The Fan.
Wexler também foi um dramaturgo sério e realizado. Várias de suas peças foram produzidas fora da Broadway e em teatros regionais. Sua peça The Rope foi produzida no Cafe La MaMa, em Nova York, no My Color, What's Yours, do Red. ganhou o Cleveland Playhouse Award, e seu trabalho mais recente, Perdoe-me, Perdoe-me não foi apresentado em Los Angeles. Em 1996, ganhou o prêmio de dramaturgia Julie Harris, três anos antes de sua morte.

## Saúde, vida pessoal e inspirações de caráter
Ele teria sofrido de uma doença mental grave, distúrbio bipolar e foi preso em 1972 por ameaçar atirar no presidente Richard Nixon .
No livro Andy Kaufman Revealed, Bob Zmuda, amigo e escritor de Kaufman, relata suas experiências trabalhando como assistente de um roteirista extremamente excêntrico indicado ao Oscar, propenso a fazer acrobacias que iam do bizarro ao profano. Zmuda se refere ao homem com o pseudônimo de Sr. X. Dizem que as artimanhas selvagens e o comportamento agressivo de X foram uma grande influência na criação do icônico alter-ego de Andy Kaufman, o detestável lagarto Tony Clifton . Embora Zmuda não confirme a identidade do Sr. X no livro, ele confirmou o boato de longa data de que era Wexler no WTF com o podcast de Marc Maron .
Seu último episódio maníaco, de novembro de 1998 a fevereiro de 1999, afetou sua saúde. No início da manhã de 23 de agosto de 1999, Wexler morreu de ataque cardíaco aos 73 anos.

## Roteiros
- Joe (1969)
- Serpico (com Waldo Salt ) (1973)
- Mandingo (1975)
- Drum (1976)
- Febre da noite de sábado (1977)
- Permanecer Vivo (com Sylvester Stallone ) (1983)
- Raw Deal (com Gary DeVore ) (1986)